# Jan de Bray

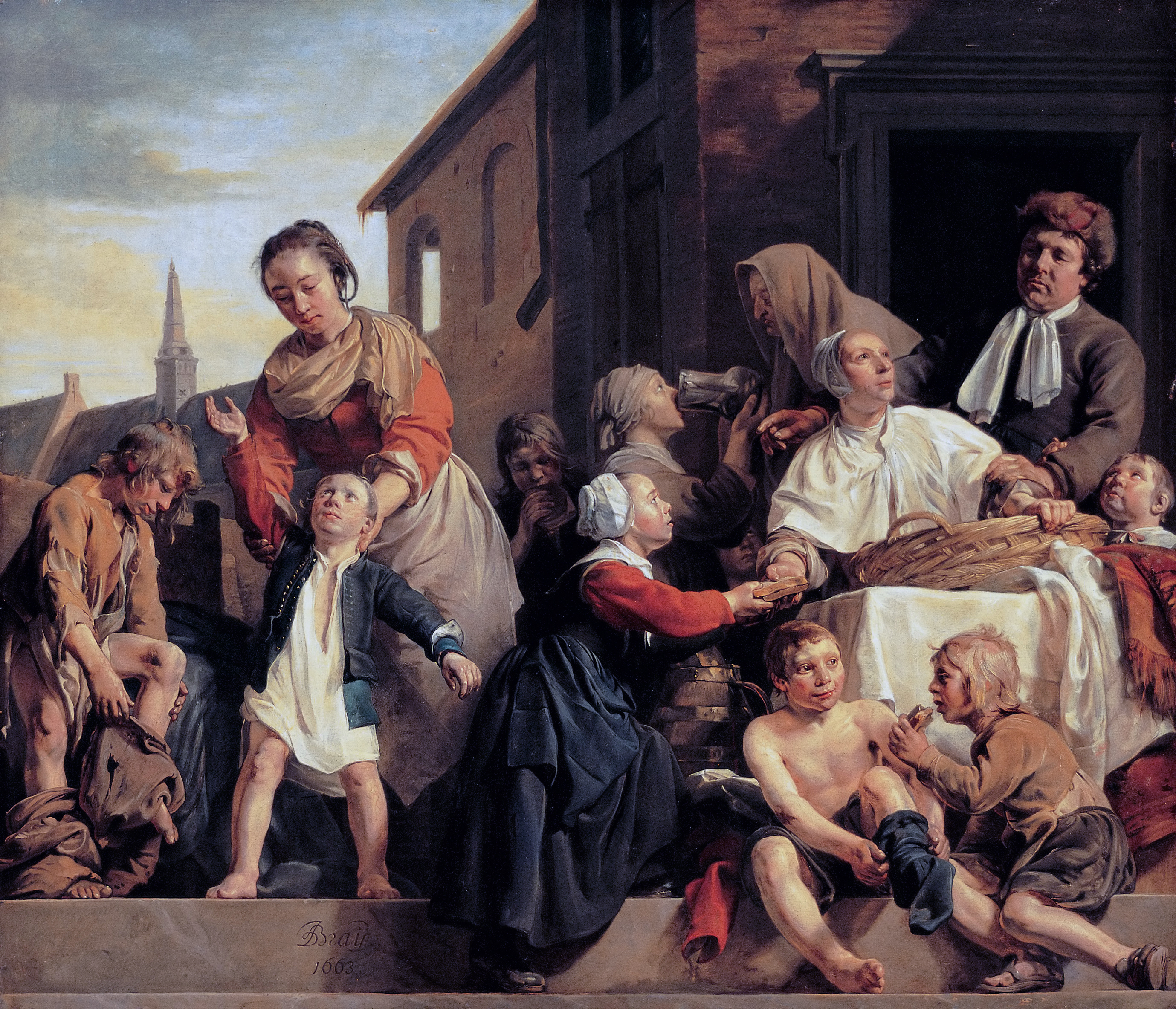
Jan de Bray (1663) Het verzorgen van weeskinderen, Frans Hals Museum, Haarlem.

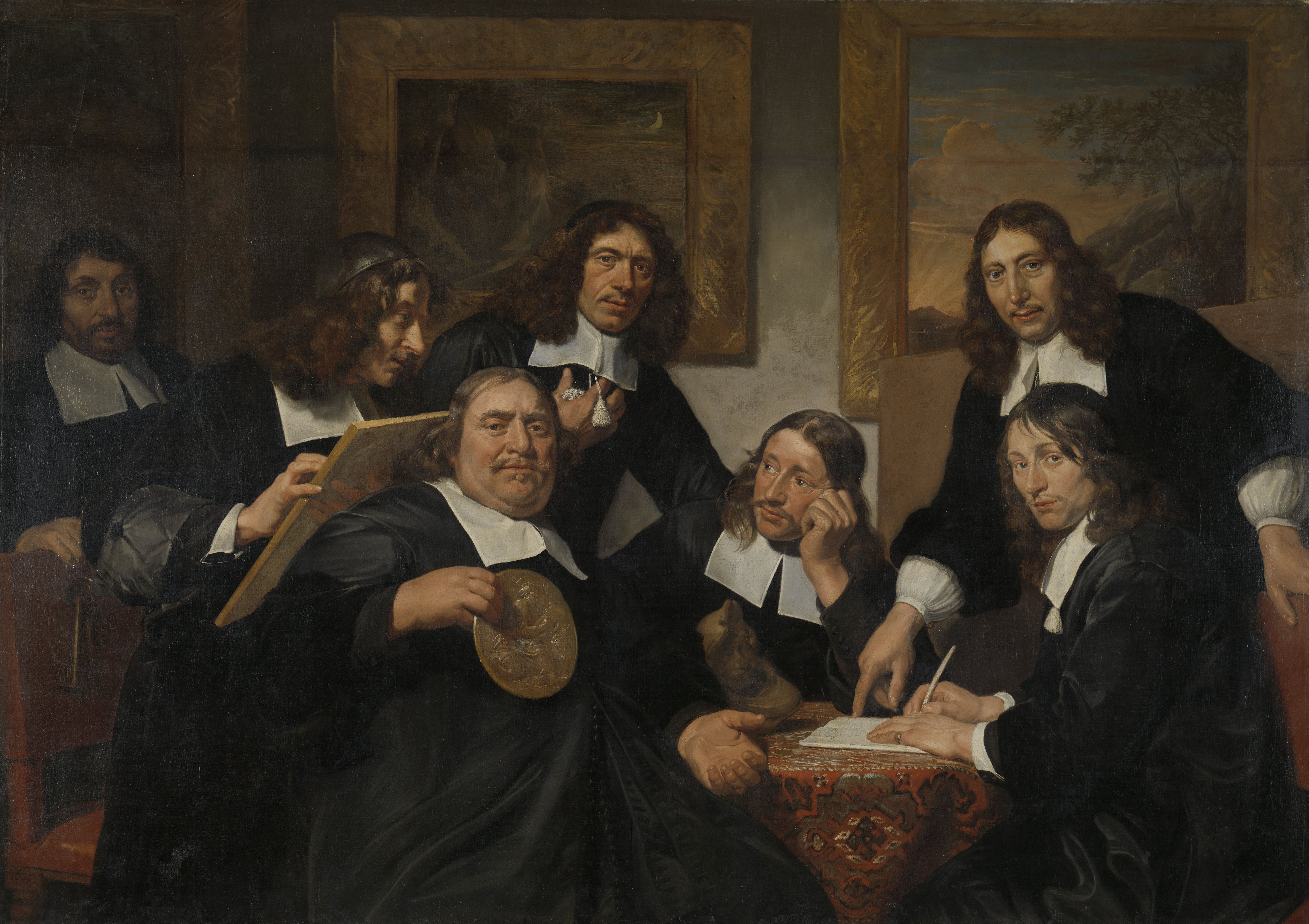
De voormannen van het Haarlemse Sint-Lucasgilde (1675) Rijksmuseum, Amsterdam. Op dit schilderij heeft hij ook zichzelf afgebeeld, als de tweede man van links.

Jan de Bray (Haarlem, ca. 1627 - Amsterdam, april 1697) was een Nederlands kunstschilder. Hij was een zoon van de schilder en architect Salomon de Bray en in Haarlem de opvolger van Frans Hals. De dichter Jacob Westerbaen was zijn oom. Dirck de Bray, zijn broer, was boekbinder, etser en houtsnijder; Joseph de Bray legde zich toe op het schilderen van bloem- en visstillevens. Hun zuster Cornelia de Bray trouwde in 1648 met Jan Lievens.
Er is niet veel bekend over het leven van Jan de Bray. In 1663 en 1664 had de pest grote gevolgen voor zijn familie. Jan de Bray was ook onfortuinlijk in het huwelijk. Hij trouwde met Maria de Hees, met Margaretha de Meyer en met Victoria Maria Magdelana Stalpaert van der Wielen. Telkens is zijn vrouw binnen twee jaar overleden.
In 1672 trouwde Jan de Bray met Margaretha de Meijer, de weduwe van een Pommerse juwelier in de Sint Antoniesbreestraat. De Bray woonde op de Bakennessergracht en had een zoon uit het vorige huwelijk. Het echtpaar trouwde in de Sint Anna, een rooms-katholieke schuilkerk die door zijn vader was ontworpen. Een jaar later werd zij met grote praal begraven in de Grote of Sint-Bavokerk. In 1680 stierven zowel zijn derde echtgenote als zijn zoon.

## Werken
Jan de Bray was een schilder van portretten en historiestukken. Hij is - samen met Caesar van Everdingen - de voornaamste vertegenwoordiger van het Hollands classicisme in de schilderkunst. Hij was hoofdman van het plaatselijke Sint-Lucasgilde en schilderde voor het stadhuis in Haarlem drie schoorsteenstukken. Hij maakte een dubbelportret van het echtpaar Margaretha van Bancken en Abraham Casteleyn.
Mogelijk ontwierp hij als architect de Doopsgezinde kerk in Haarlem in 1682. In 1688 leverde hij plannen voor de zoetwatervoorziening van Amsterdam in samenwerking met Nicolaes Witsen. In 1689 werd hij failliet verklaard. In 1692 verhuisde hij naar de Lindengracht in de Jordaan.

## Bron
Moltke, G.W., 'Jan de Bray', in: Haerlem, Jaarboek 1937, p. 33-59.
- Bibliothèque nationale de France: cb15790942b (data)
- Biografisch Portaal: 24361944
- Digitale Bibliotheek voor de Nederlandse Letteren: bray007
- Gemeinsame Normdatei: 123667313
- International Standard Name Identifier: 0000 0001 1745 2212
- KulturNav: 0954f743-9a21-41cf-bc5d-dbb1b6295ebc
- Library of Congress Control Number: nr2005027429
- Nationale Bibliotheek van Tsjechië: xx0123054
- Nationale Bibliotheek van Israël: 987007527157005171
- Nederlandse Thesaurus van Auteursnamen: 098254065
- RKD-Nederlands Instituut voor Kunstgeschiedenis: 12194
- Système universitaire de documentation: 128792167
- Union List of Artist Names: 500032401
- Virtual International Authority File: 14727448
- WorldCat: E39PBJkT6hCmPfkHJm7JfgRqcP